# Powiat Piotrkowski
Der Powiat Piotrkowski ist ein Powiat (Kreis) in der polnischen Woiwodschaft Łódź. Der Powiat hat eine Fläche von 1429,12 km², auf der 90.000 Einwohner leben.

## Gemeinden
Der Powiat umfasst elf Gemeinden, davon drei Stadt-und-Land-Gemeinden und acht Landgemeinden.

### Stadt-und-Land-Gemeinden
- Rozprza
- Sulejów
- Wolbórz

### Landgemeinden
- Aleksandrów
- Czarnocin
- Gorzkowice
- Grabica
- Łęki Szlacheckie
- Moszczenica
- Ręczno
- Wola Krzysztoporska